# یواس‌اس هولدن (۱۸۶۳)
یواس‌اس هولدن (۱۸۶۳) (به انگلیسی: USS Commodore (1863)) یک کشتی بود که طول آن not known بود. این کشتی در سال ۱۸۶۳ ساخته شد.